# Pseudacanthocera brevicorne
Pseudacanthocera brevicorne är en tvåvingeart som beskrevs av Günther Enderlein 1925. Pseudacanthocera brevicorne ingår i släktet Pseudacanthocera och familjen bromsar. Inga underarter finns listade i Catalogue of Life.